# Kościół Matki Boskiej Szkaplerznej w Gorzesławiu
Kościół Matki Boskiej Szkaplerznej w Gorzesławiu – rzymskokatolicki kościół filialny należący do parafii Nawiedzenia Najświętszej Maryi Panny w Wabienicach.

## Historia
Pierwotny kościół parafialny w Gorzesławiu wzmiankowano już w 1376 r. Obecny budynek katolickiego kościoła filialnego pw. Matki Bożej Szkaplerznej wznoszono prawdopodobnie w dwu etapach - w I poł. XIV w. wybudowano prezbiterium i przylegająca doń wieżę, zaś w II poł. XIV. w. do zachodnich skrajnych skarp prezbiterium dobudowano korpus nawowy. W 1895 r. przy okazji odbudowy po pożarze (lub podczas wcześniejszego remontu w XIX w.) podwyższono ścianę nawy, przebudowano szczyt i obniżono narożne przypory fasady jak również dobudowano kruchtę i dobudówkę. W latach 1898–99 przebudowano górną część wieży i założono nowy hełm.